# Cornrows
 (décembre 2018).
Si vous disposez d'ouvrages ou d'articles de référence ou si vous connaissez des sites web de qualité traitant du thème abordé ici, merci de compléter l'article en donnant les références utiles à sa vérifiabilité et en les liant à la section « Notes et références ».

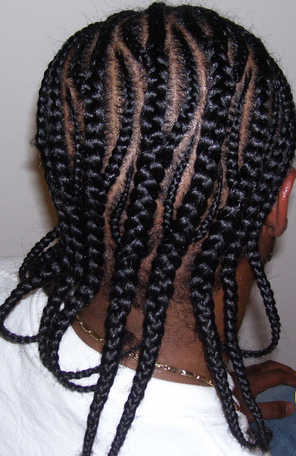
Longues cornrows.

Les cornrows (de l'anglais corn rows, littéralement « rangées de maïs ») ou « tresses », également appelées « canerows » dans les Caraïbes, sont un style de coiffure africaine traditionnelle, dans lequel les cheveux sont tressés très près du cuir chevelu, en utilisant un mouvement ascendant pour produire une rangée continue et surélevée. Les cornrows sont souvent formées en simples lignes droites, comme leur nom l'indique, mais elles peuvent également être formées en motifs géométriques ou curvilignes compliqués.
Selon les régions du monde, les cornrows sont portées par des hommes ou des femmes, ou les deux, et sont parfois ornées de perles ou de cauris. Le temps de tissage des tresses de cornrow peut durer jusqu’à 5 heures environ, en fonction de la quantité et de la largeur. Souvent favorisées pour leur entretien facile, les rangées peuvent être laissées plusieurs semaines consécutives si elles sont entretenues grâce à un lavage soigneux des cheveux et à un huilage régulier du cuir chevelu. Les tresses trop serrées ou trop longtemps portées peuvent provoquer un type de perte de cheveux appelée alopécie de traction.

## Histoire
Les cornrows sont une façon traditionnelle de coiffer les cheveux dans divers pays du monde. Des représentations de femmes avec des cornrows ont été trouvées dans des peintures de l'âge de pierre sur le plateau Tassili du Sahara, et remontent à 3000 av. J.-C.. La tradition de la coiffure féminine à la cornrow est restée populaire dans toute l’Afrique, en particulier dans la Corne de l’Afrique et en Afrique de l’Ouest. Historiquement, le style masculin à la cornrow remonte au début du XIXe siècle jusqu'en Éthiopie, où des guerriers et des rois tels que Tewodros II et Yohannes IV étaient représentés portant des cornrows. 
Les coiffures de cornrow en Afrique couvrent également un vaste terrain social : la religion, la parenté, le statut, l'âge, l'ethnie et d'autres attributs de l'identité peuvent tous être exprimés en coiffure. Tout aussi important est l'acte de tressage, qui transmet des valeurs culturelles entre générations, exprime des liens entre amis et établit le rôle de praticien professionnel.
Les cornrows ont fait leur grand retour dans les années 1960 et 1970, puis à nouveau dans les années 1990, lorsque le basketteur de la NBA, Allen Iverson, a popularisé de nouveau cette coiffure. 
Les cornrows sont portés par de nombreuses célébrités américaines.

## Controverses
Au cours des années, les cornrows, de même que les dreadlocks, ont fait l’objet de plusieurs litiges dans des lieux de travail américains, ainsi que dans des universités. Certains employeurs et établissements d’enseignement les ont jugés inappropriés et les ont interdits, parfois même en licenciant des employés qui les portaient. Les employés et les groupes de défense des droits civils ont répondu que de telles attitudes témoignaient d'un parti pris culturel et que certains différends avaient abouti à des litiges.
En 2011, la Haute Cour du Royaume-Uni, dans une décision rapportée comme une affaire type, s'est prononcée contre la décision prise par une école de refuser l'entrée à un élève à la barre. L'école a affirmé que cela faisait partie de sa politique exigeant des coupes de cheveux « à dos et aux côtés courts » et interdisant les styles qui pourraient être portés comme indicateurs de l'appartenance à un gang. Cependant, le tribunal a jugé que l'étudiant exprimait une tradition et que de telles politiques, bien que potentiellement justifiables dans certains cas (par exemple, des gangs skinheads), devaient tenir compte de pratiques ethniques et culturelles raisonnables.